# 朱翊鈝
臨朐康順王朱翊鈝（1560年代—1625年），明朝德藩第三代臨朐王，臨朐懷莊王朱载堠的嫡長子。

## 生平
嘉靖四十三年（1564年），臨朐懷莊王朱载堠去世。隆慶六年（1572年）四月，朱翊鈝襲封臨朐王。
萬歷十九年（1591年）十一月，朱翊鈝因辱罵親母、兩傷嫡妻、逼死嬸母及違抗親王戒諭，被德王朱常參奏。左都禦史李世達等人覆奏後，明神宗命提取人證究查此事。
天啟五年（1625年），朱翊鈝去世，諡號康順。嫡第二子朱常湸後襲爵。

## 家庭

### 子
- 嫡長子：夭折
- 嫡第二子：臨朐王朱常湸[5]